# Pame

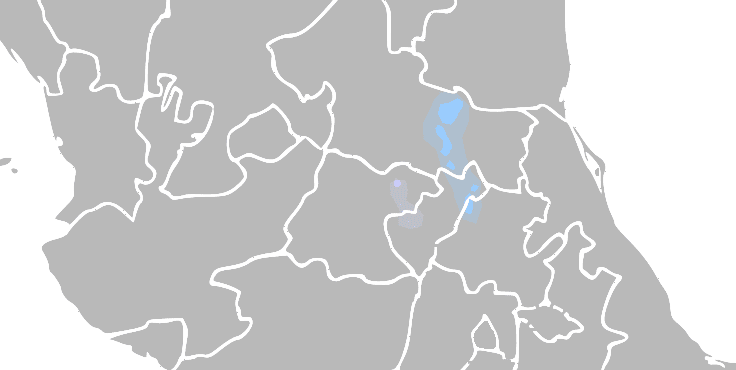
Territoris de parla pame-jonaz

El pame o, més pròpiament, les llengües pames és un grup de llengües ameríndies que es parlen en el centre-nord de Mèxic per les ètnies pames. La comunitat lingüística pame arriba als 10.000 individus, i viuen sobretot en l'estat de San Luis Potosí, encara que n'hi ha alguns parlants a l'estat d'Hidalgo.

## Classificació
Juntament amb l'otomí, el matlatzinca, el mazahua i l'ocuilteco, el pame forma part del grup otopame família lingüística otomang.
Ethnologue distingeix dues varietats d'aquest idioma: el pame central, parlat a Santa María Acapulco; i el pame septentrional, parlat en algunes comunitats al nord de Río Verde (San Luis Potosí), prop del límit fronterer amb Tamaulipas. El pame meridional es considera en l'actualitat extint, encara que Soustelle va poder documentar-ne alguns parlants cap a 1935. Des d'un punt de vista comparatiu sembla que les relacions de proximitat entre les varietats porten al següent esquema:
|  | Pame meridional (Ñãʔũ)                                                              |
|  |                                                                                     |
|  | \| \| Pame central (Šiʔúi) \| \| \| \| \| \| Pame septentrional (Šiyúi) \| \| \| \| |
|  |                                                                                     |
|  | Pame central (Šiʔúi)                                                                |
|  |                                                                                     |
|  | Pame septentrional (Šiyúi)                                                          |
|  |                                                                                     |

|  | Pame central (Šiʔúi)       |
|  |                            |
|  | Pame septentrional (Šiyúi) |
|  |                            |

S'estan emetent programes en llengua pame en l'emissora de ràdio XEANT-AM, amb seu a Tancanhuitz de Santos, estat de San Luis Potosí, sota el patrocini de la CDI.

## Descripció lingüística
El pame és una llengua tonal que distingeix tons mitjà i alt, així com el matís alt-baix.

### Lèxic comparat
El següent quadre mostra els numerals i algunes paraules bàsiques en diferents varietats de pame:
| GLOSSA         | Pame Sud   | Pame Sud | Pame Central  | Pame Nord   | PROTO- PAME |
| GLOSSA         | (Jiliapan) | (Tilaco) | (Santa María) | (Alaquines) | PROTO- PAME |
| -------------- | ---------- | -------- | ------------- | ----------- | ----------- |
| 1              | nna        | nna      | ndɑ           | sɑnte       | *nda        |
| 2              | ti         | ti-yi    | nui           | nuyi        | *nui        |
| 3              | niyũ       | ti-ñũn   | rɑnhũʔ        | rnuʔ        | *-nũʔ       |
| 4              | tipiyã     | tyipya   | ki-ñui        | giriui      | *ki-nui     |
| 5              | špitũnt    | šputun   | kikʔɑi        | gičʔɑi      | *kikʔɑi     |
| 6              | tikiyen    | taken    | tiliyɑ        | teriɑ       | *te-        |
| 7              | tekiti     | ki-yi    | tiliñũhũñ     | teriuhiñ    | *te-?i+2    |
| 8              | teiniyun   | kyidinũn | ndɑ ntsɑwʔ    | tenhiuñ     | *te-?-nũʔ   |
| 9              | nahwẽn     | nawẽ     | 8 + 1         | kɑrɑ 8 + 1  | ?           |
| 10             | stutʔu     | štusu    | seskɑʔɑi      | kɑrɑ 8 + 2  | ?           |
| 'cap'          | kiñãu      | keyãw    | ganãw         | ganãu       | *kənaw      |
| 'ull'          | nta        | ndao     | gotao         | ntao        | *nta        |
| 'nas'          | šiñũ       | šiyõa    | ʦiñowa        | šiñõã       | *šiñũ(?)    |
| 'boca'         | kine       | kane     | kona          | kteye       | *           |
| 'peu'          | nogua      | nigowa   | mokwa         | mokwa       | *mokwa      |
| 'blat de moro' | ʦʔiũ       | tyõã     | gu-dhwã       | tʔwã        | *tʔwã       |
| 'metate'       | mbot       | nabʔotʔ  | kʔyi          | kʔiyn       | ?           |
| 'xili'         | bihi       | mahi     | mahi          | lʔu         | *-hi        |
| 'tomàquet'     | mpia       | rumbay   | lapay         | dbipay      | *-pay       |
| 'fesol'        | tio        | tʔawuʔ   | gu-kʔwe       | kʔwi        | *kʔwi(?)    |
| 'carn'         | migu       | magiybi  | pakas         | pakas       | *mpak-(?)   |
| 'menjar'       | dii, nii   | nii      | sihin         | sey         | *si-        |
| 'atzavara'     | ši-nʤia    | pʔi-doa  | go-doa        | ndwa        | *ndoa       |
| 'alcohol'      | pinkʔi     | pingi    | ke-pi         | ki-pint     | ?           |
| 'bosc'         | mipwi      | setʔa    | mabwo         | kwãn        | *mikwV (?)  |
| 'flor'         | ntu        | ndʔow    | go-tun        | nkyun       | *ndo-ni     |
| 'gos'          | nnʔow      | nnʔow    | nadu          | dyo         | *ndʔo-      |
| 'cavall'       | pahan      | bhãn     | wahil         | pahal       | *pahal-(?)  |
| 'pedra'        | kido       | kudo     | kotu          | gitu        | *ki-nto     |
| 'sol'          | mpãẽ       | nimbay   | kunhu         | mpa         | *mpay       |
| 'lluna'        | mʔõ        | mʔãũ     | mʔau          | mʔãũ        | *mʔau       |
| 'aigua'        | bisa       | masa     | kwote         | kãnte       | *nte        |
| 'muntanya'     | tʔoe       | tʔi      | go-loe        | toe         | *tʔoe       |
| 'sal'          | tʔiũs      | tʔũs     | lʔũs          | tʔũs        | *tʔũs       |
| 'mercat'       | tityawt    | tetãwn   | kekywãw       | kikʔyič     | *teta-      |
| 'any'          | špo        | šopʔaw   | ningyihin     | čyii        | ?           |
| 'setmana'      | nimpya     | nembẽ    | nembẽyn       | pyẽy        | *mpyẽ(y)    |
| 'nit'          | sãu        | nasaw    | gu-sãw        | digun       | *sãw        |
| 'fred'         | ʦe         | ʦe       | ʦee           | ʦee         | *ʦe(e)      |
| 'calor'        | pa         | mapa     | mapa          | mpa         | *(ma)pa     |